# Luboš Pelánek
Luboš Pelánek (Třebíč, 21 juli 1981) is een Tsjechisch voormalig wielrenner. Hij behaalde geen overwinningen in zijn professionele carrière.